# 龍輪直征
龍輪 直征（たつわ なおゆき、1978年 - ）は、日本のアニメーター、アニメ演出家、アニメ監督。北海道出身。

## 経歴・人物
スタジオジャイアンツにて動画・動画検査等を経験したのちシャフトに入社した。
久米田康治作品の大ファンであったこともあり、『さよなら絶望先生』は副監督を務めることとなった。好きなキャラクターでは加賀愛で、久藤准や木野国也など男性キャラも気に入っている。また、本作品のラジオ番組である『さよなら絶望放送』のリスナーとしても知られていて、「副監督」の絶望ネーム（ラジオネーム）で投稿メールが読まれたこともある。現在でも近況が番組内でたびたびネタとして取り上げられている。
久米田康治のアシスタントの前田君と親交があり、一緒に『崖の上のポニョ』を特別席で見たり、秋葉原のメイド喫茶に行ったりしている。
『それでも町は廻っている』についても連載が始まった頃からのファンであり、副監督を務めている。また、同作が連載され始めたばかりの頃に放送された『ぱにぽにだっしゅ!』に『それ町』の木星人を登場させたことがある。
OVA作品『かってに改蔵』にて初監督を務める。

## 参加作品

### テレビアニメ
2000年
- 遊☆戯☆王デュエルモンスターズ（2000年 - 2004年、原画・動画）

2001年
- シャーマンキング（2001年 - 2002年、動画）

2002年
- ロックマンエグゼ（2002年 - 2003年、動画）

2003年
- 宇宙のステルヴィア（原画・動画チェック）
- ロックマンエグゼAXESS（2003年 - 2004年、原画）

2004年
- ディノブレイカー（動画チェック）
- 月詠 -MOON PHASE-（原画）

2005年
- ぱにぽにだっしゅ!（原画・アイキャッチ作画）

2006年
- REC（原画　オープニング原画）
- ネギま!?（絵コンテ・作画監督・原画　オープニング原画　エンディング原画）

2007年
- さよなら絶望先生（副監督・絵コンテ　10・11話オープニングディレクター）

2008年
- 【俗・】さよなら絶望先生（副監督・絵コンテ　オープニングディレクター　エンディングディレクター）

2009年
- まりあ†ほりっく（副監督・絵コンテ・演出）
- 【懺・】さよなら絶望先生（副監督・絵コンテ・演出　オープニングディレクター　エンディングディレクター）
- 夏のあらし! 〜春夏冬中〜（絵コンテ・演出）

2010年
- ダンス イン ザ ヴァンパイアバンド（絵コンテ・演出　オープニング絵コンテ・演出）
- 荒川アンダー ザ ブリッジ（絵コンテ　オープニングディレクター　エンディング絵コンテ・演出）
- それでも町は廻っている（副監督・絵コンテ・演出　エンディング絵コンテ・演出）

2011年
- 魔法少女まどか☆マギカ（絵コンテ協力 ※DVD版での追加クレジット）
- まりあ†ほりっく あらいぶ（おまけパートディレクター・絵コンテ）

2012年
- 偽物語（オープニングディレクター・演出・レイアウト監修・第2原画）
- ひだまりスケッチ×ハニカム（絵コンテ）

2013年
- ささみさん@がんばらない（副監督・絵コンテ・演出　オープニング絵コンテ・演出）
- 傾物語（シリーズディレクター・絵コンテ・演出）

2014年
- ニセコイ（監督・絵コンテ・演出　オープニング絵コンテ・演出）

2015年
- 幸腹グラフィティ（監督・演出）

2016年
- クオリディア・コード（オープニング絵コンテ・演出）
- 一人之下 the outcast（チーフ演出・演出）
- 奇異太郎少年の妖怪絵日記（演出）

2017年
- ひなこのーと（絵コンテ・演出）
- 王様ゲーム The Animation（絵コンテ）

2018年
- citrus（チーフ演出・演出）
- 抱かれたい男1位に脅されています。（監督・絵コンテ・演出）

2019年
- Z/X Code reunion（演出）

2020年
- 異種族レビュアーズ（演出）
- ひぐらしのなく頃に業（演出）

2022年
- 咲う アルスノトリア すんっ!（監督・絵コンテ）
- 異世界迷宮でハーレムを（監督・絵コンテ）

2025年
- 魔法使いの約束（監督）

2026年
- 黒猫と魔女の教室（監督）

時期未定
- 生徒会にも穴はある!（監督）

### 劇場アニメ
2016年
- 同級生（原画）
- 君の名は。（原画）

2020年
- 巨蟲列島（監督）

2021年
- 劇場版 抱かれたい男1位に脅されています。〜スペイン編〜（監督）

2024年
- 大室家 dear sisters / dear friends（監督・コンテ）

### OVA
2008年
- 【獄・】さよなら絶望先生（2008年 - 2009年、副監督・絵コンテ　エンディングディレクター）

2009年
- 【懺・】さよなら絶望先生 番外地（2009年 - 2010年、副監督・絵コンテ・演出　エンディングディレクター）

2011年
- かってに改蔵（監督・絵コンテ・演出）

2014年
- ニセコイ（2014年 - 2015年、監督・演出）